# Lindener Berg

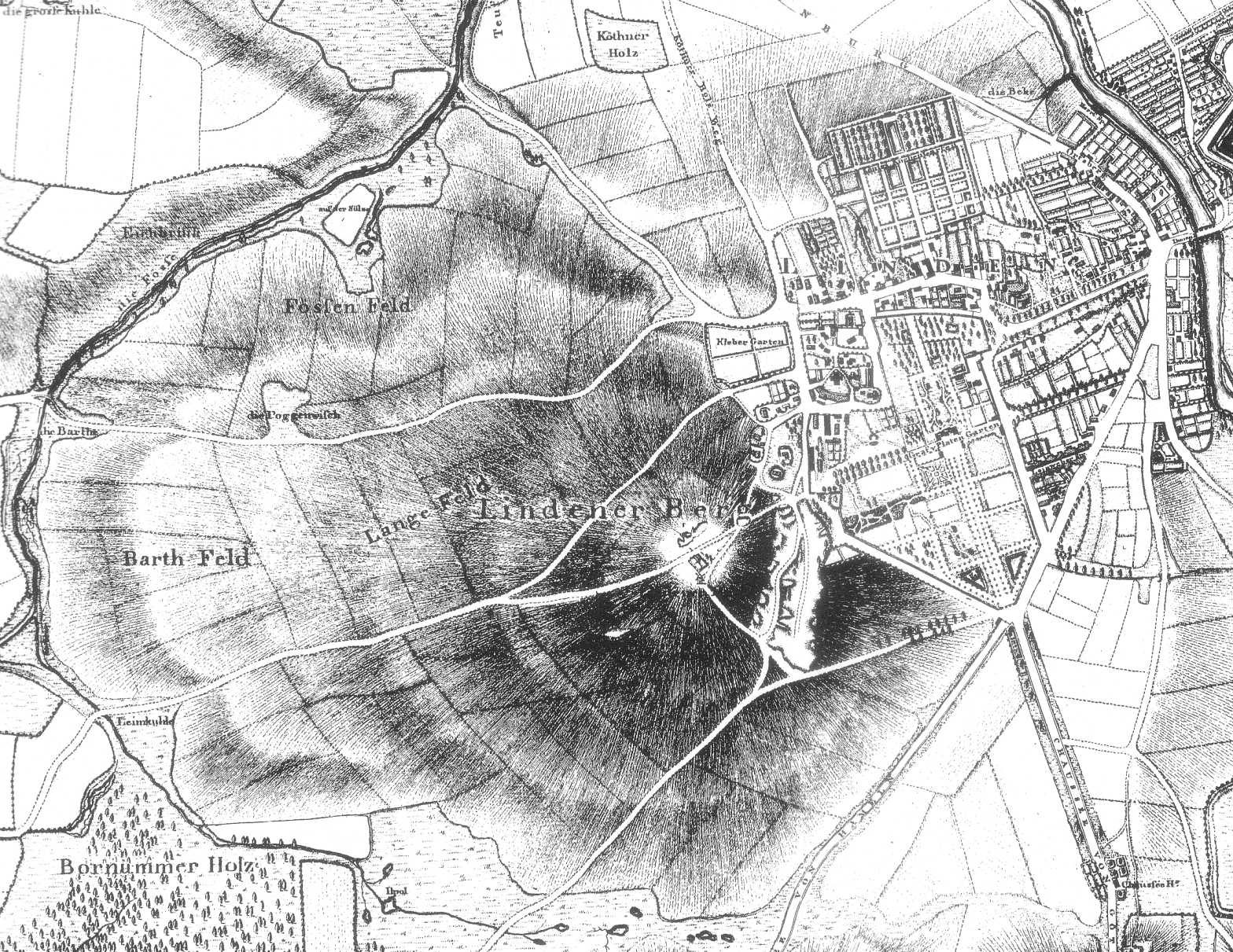
Der Lindener Berg und Linden, 1805

Der Lindener Berg ist eine 89 m ü. NN hohe Erhebung in den hannoverschen Stadtteilen Linden-Mitte und Linden-Süd, die sich etwa 35 Meter über das umliegende Stadtgebiet erhebt.

## Geschichte

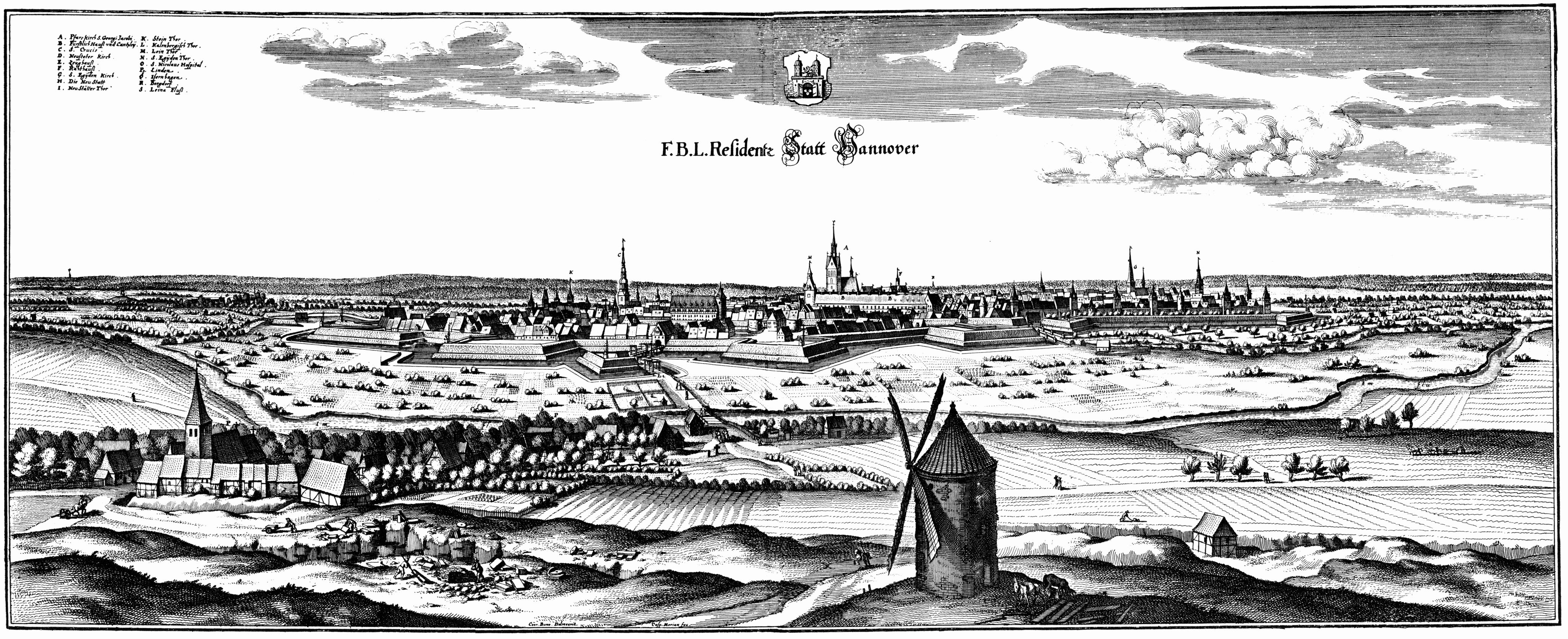
Blick vom Lindener Berg in Richtung Hannover, im Vordergrund der Lindener Turm; Kupferstich von Caspar Merian nach Conrad Buno, um 1654

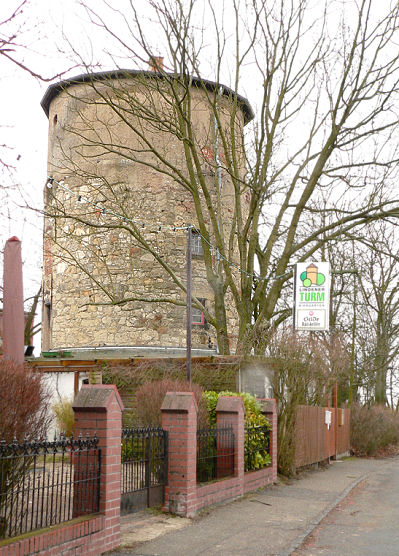
Der Lindener Turm, ein ehemaliger Wartturm, heute Ausflugsgaststätte

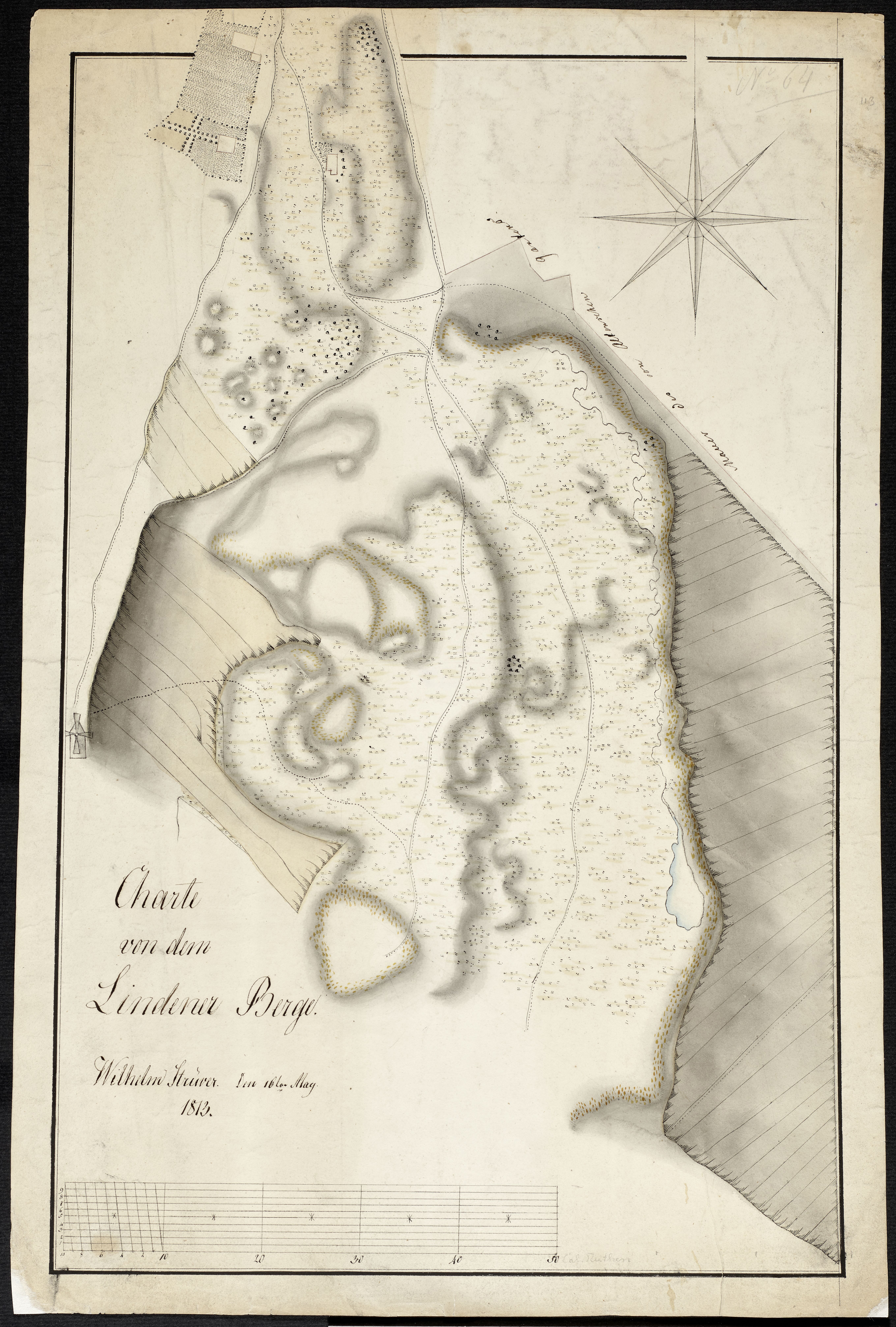
„Charte von dem Lindener Berge“ vom 16. Mai 1813;
kolorierte Handzeichnung von Wilhelm Strüver

Auf dem Lindener Berg entstand 1392 der Lindener Turm als Wartturm.:118 Er war Teil der Hannoverschen Landwehr und ist heute das älteste, noch erhaltene Bauwerk Lindens. Von der unbewaldeten Kuppe ließen sich im Mittelalter die Zufahrtsstraßen überwachen.:118
Im Dreißigjährigen Krieg schlug der Feldherr Tilly am 25. Oktober 1625 auf dem Lindener Berg sein Lager auf. Von hier aus sandte er einen Trompeter als Unterhändler nach Hannover, um Aufnahme in der Stadt zu verlangen – was der hannoversche Magistrat jedoch verweigerte. Daraufhin kam es zu einem kleinen Scharmützel an der Ihmebrücke, nach dem die Tilly’schen Truppen zunächst in das Ricklinger Holz weiterzogen. 14 Tage später lagerte auf dem Berg wiederum das Tillysche Heer, dann jedoch zogen die Besatzer in Richtung Weser ab – ohne Hannover erobert zu haben. Die Lindener Bevölkerung aber – bis 1641 war der Lindener Berg mehrfach Schauplatz kriegerischer Ereignisse – war durch Brandschatzungen und Plünderungen bis zum Westfälischen Friede im Jahr 1648 völlig verarmt.
Herzog Georg Wilhelm ordnete nach Ende des Dreißigjährigen Krieges an, den Turm auf dem Lindener Berg in eine Holländerwindmühle mit drehbarer Kappe umzubauen. Die Technik dafür stammte aus Holland. Bereits ab 1651 waren die Landwirte Lindens und der umliegenden Dörfer verpflichtet, ihr Getreide dort mahlen zu lassen: Die Einrichtung folgte der Calenberger Amtsmühle als neue Zwangsmühle. 1856 wurde die Mühle schließlich privatisiert, ehe man sie 1927 außer Betrieb nahm.:118
Als weitere Verteidigungsmaßnahme ließ Prinz Friedrich August von Braunschweig 1761 eine Sternschanze um die Mühle aufwerfen. Sowohl im Dreißig- als auch im Siebenjährigen Krieg hatten feindliche Heere die königliche Residenz nämlich über den Lindener Berg angegriffen. Nach den Befreiungskriegen gegen Napoleon hätte der Lindener Berg zum Standort eines Waterloo-Monumentes werden sollen, dieser Vorschlag von Georg L. F. Laves wurde allerdings nicht verwirklicht. Man errichtete das Monument schließlich auf dem Waterlooplatz. 1825 konnte Laves jedoch ein anderes Vorhaben umsetzen: Im Auftrage des Unternehmers Johann Egestorff entwarf er 1825 das „Berghaus“, ein Ausflugslokal für hannoversche Bürger. Das Lokal bestand bis 1876, als man es für den Bau des Wasserhochbehälters wieder abriss.:118

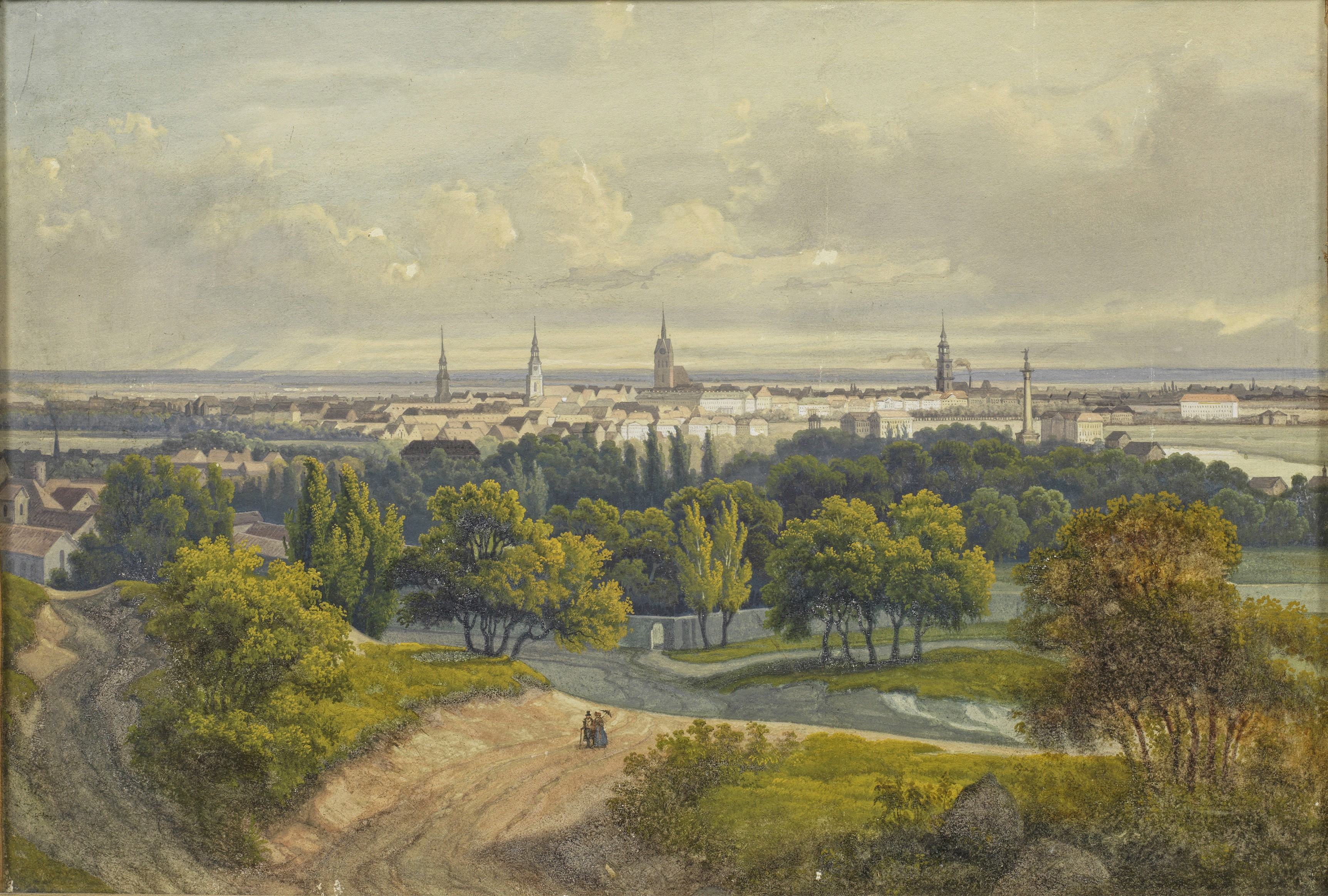
Blick vom Lindener Berg über den Von-Alten-Garten um 1840;
Gouache von Georg Osterwald

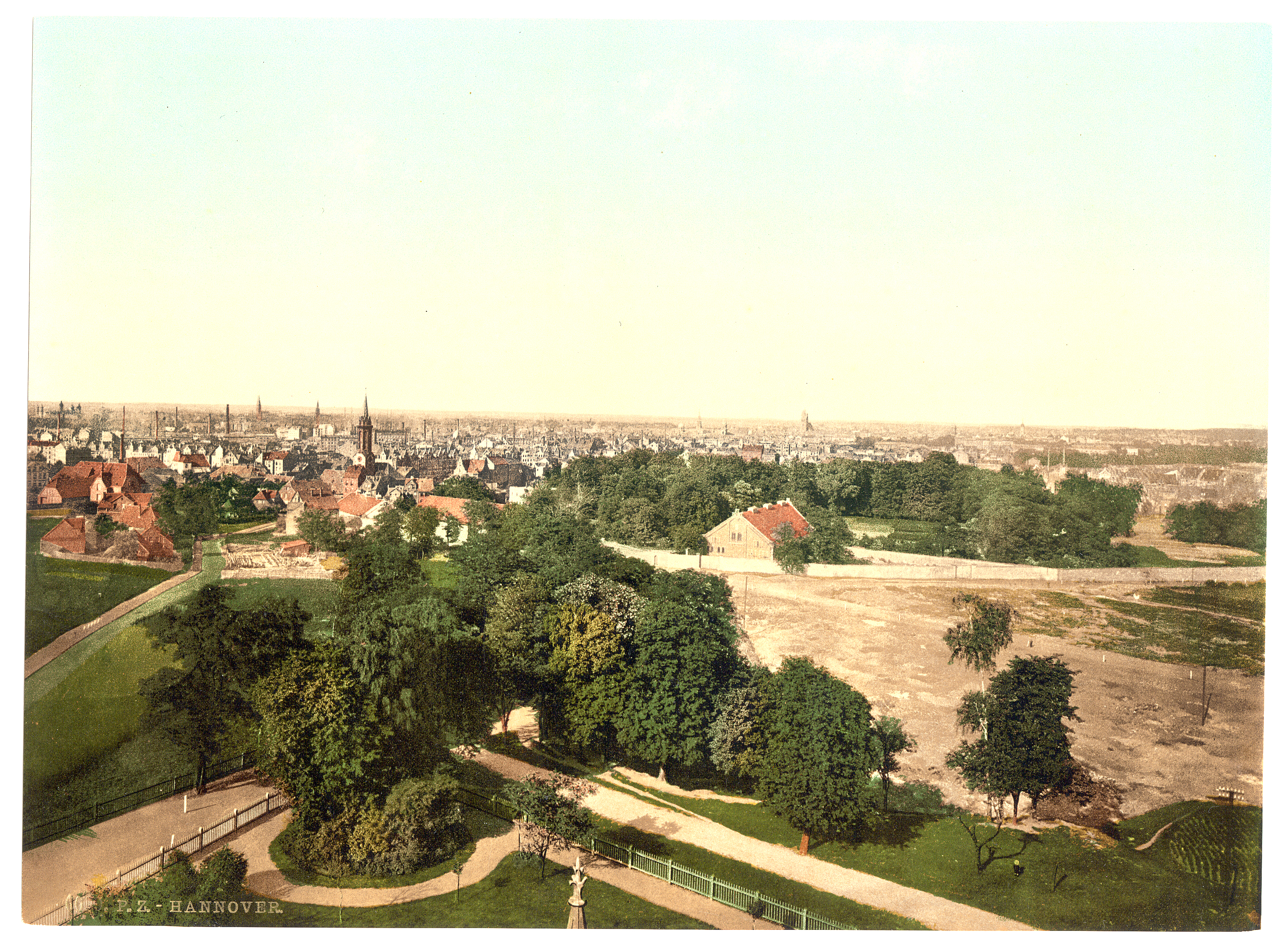
Blick vom Lindener Berg über den Von-Alten-Garten um 1895–1905;
Photochromdruck von Photochrom Zürich (P.Z.), Nr. 6009

Zu Beginn des 19. Jahrhunderts war der Lindener Berg eine öde Steinbruchlandschaft geworden, in der Kalköfen rauchten. Um 1830 hatte Johann Egestorff fast den gesamten Berg in seinem Besitz und betrieb dort seine Unternehmungen zur Herstellung des Baustoffs Kalk. Der dort abgebaute Kalkstein diente vermutlich seinerzeit auch zum Bau des Wartturmes. Zum Ende des 19. Jahrhunderts lohnte sich der Kalkabbau nicht mehr, die Steinbrüche wurden zugeschüttet. Auf dem Areal entstanden Grünanlagen und ein Sportplatz, 1922 als „Volkspark Linden“ eingeweiht.:118
Anfang des 20. Jahrhunderts schenkte der Bettfedernfabrikant August Werner der – seinerzeit noch selbständigen – Stadt Linden „das Gebäude für ein Jugendheim auf dem Lindener Berg“.

## Beschreibung
Geologisch ist der Lindener Berg an der Mittelgebirgsschwelle der letzte Ausläufer des Niedersächsischen Berglandes, das hier in das norddeutsche Flachland übergeht. Es stehen Kalksteine aus dem oberen Jura an (Korallenoolith des Malm), deren Fossilien insbesondere von Carl Struckmann gesammelt wurden und sich heute im Niedersächsischen Landesmuseum befinden.
Der Berg ist die einzige größere Erhebung im engeren Stadtgebiet Hannovers. Weiter außerhalb liegende Berge, aber noch zur Stadt gehörend, sind der 118 m hohe Kronsberg im Südosten und der 122 m hohe Nordberg im Nordosten auf dem Gelände der Mülldeponie Lahe. Weitere als Berge bezeichnete Erhebungen sind im Stadtbezirk Ricklingen der Tönniesberg und der Mühlenberg, die sich aber nur etwa 10 bis 20 Meter über das umliegende Stadtgebiet erheben. Der Schneiderberg in der Nordstadt liegt sogar weniger als 5 Meter über der Umgebung.
Heute befinden sich auf dem Lindener Berg:
- Wasserhochbehälter, in Verbindung mit dem Wasserwerk in Hannover-Ricklingen erbaut 1876 bis 1878 von dem Wasserbau-Ingenieur Rudolph Berg und dem Architekten Otto Wilsdorff.[5] Die Anlage wurde nach einer um 1980 erfolgten umfangreichen Sanierung wieder in Betrieb genommen.[6]
- Volkssternwarte Hannover auf dem Dach des Wasserhochbehälters
- Lindener Turm von 1392, bis etwa 1650 Wartturm der Hannoverschen Landwehr (Reste noch in der Eilenriede), danach Windmühle bis 1927 mit Biergarten „Lindener Turmgarten“
- Jazz Club Hannover und „Mittwoch-Theater“
- Lindener Bergfriedhof, der nicht mehr in Betrieb ist

Am Fuße liegen:
- Von-Alten-Garten
- St. Martinskirche
- Stadion am Lindener Berg des SV Linden 07
- IGS Linden (Hannovers erste IGS)

Die über den Berg verlaufende Straße Am Lindener Berge stellt die Grenze zwischen den Stadtteilen Linden-Mitte und Linden-Süd dar.
Zahlreiche Gebäude auf und am Lindener Berg stehen unter Denkmalschutz, darunter der Friedhof, der Küchengarten-Pavillon, der Wasserhochbehälter, der Wehrturm und Teile des IGS-Gebäudes. Siehe dazu: Liste der Baudenkmale in Linden-Limmer.

## Bergfriedhof

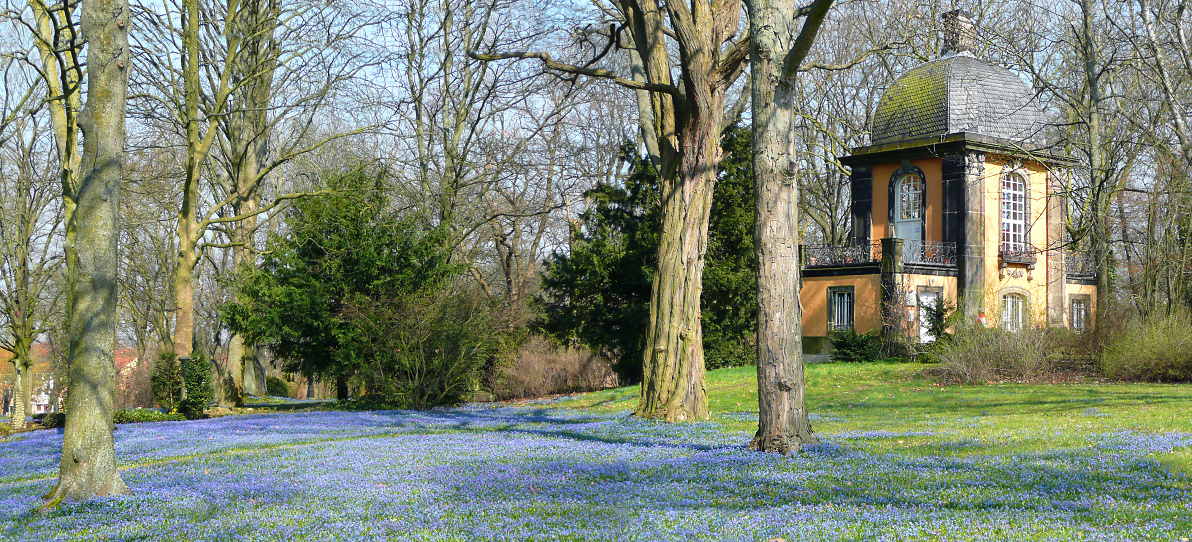
Scilla-Blüte auf dem Lindener Bergfriedhof mit dem Küchengarten-Pavillon im März 2009

Der heute unter Denkmalschutz stehende Friedhof wurde ab 1862 eingerichtet und im Laufe der Zeit auf 6 ha vergrößert. Nachdem 1908 der neue Hauptfriedhof Linden eröffnet worden war, verlor der Bergfriedhof an Bedeutung und wurde 1965 außer Dienst gestellt. Aufgrund alter bestehender Beisetzungsrechte finden hier heute noch vereinzelt Bestattungen statt.
1913 wurde der 1741 errichtete Küchengarten-Pavillon nach hier transloziert. Das Bauwerk war ursprünglich ein Aussichtspunkt und Lusthaus in einem herrschaftlichen Garten der Welfen, dem Küchengarten, an der heutigen Fössestraße. Der Garten wurde um 1870 beseitigt, um einen Güterbahnhof einzurichten.

## Wasserhochbehälter
→ Hauptartikel siehe Wasserhochbehälter auf dem Lindener Berg

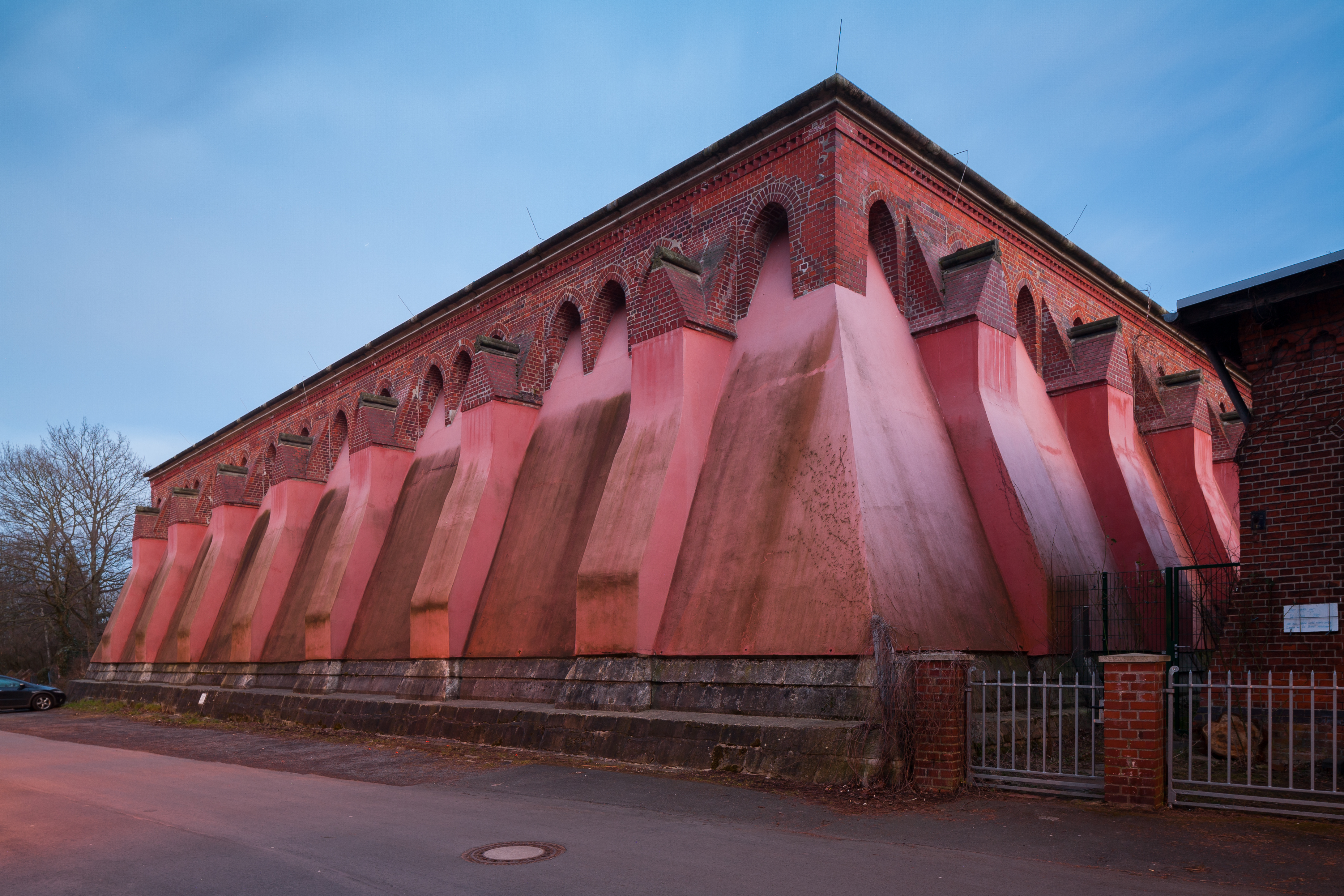
Abweisende Seiten- und Rückfront des Behälters

Der Wasserhochbehälter auf dem Lindener Berg diente Hannovers erster Frischwasserleitung als Reservoir. Das Wasser kam aus der Ricklinger Masch und wurde von dort auf den Lindener Berg gepumpt; das zugehörige Pumpenhaus existierte bis 1974 in der Stammestraße (Ricklingen). Der Hochbehälter speiste sein Wasser zentral in das Hannoversche Leitungsnetz, einige Lindener Straßen erhielten ihr Wasser ebenfalls von hier. Das Gebäude leitete die lokale Entwicklung des Wasserbaus ein (Flusswasserkunst, Misburger und Vahrenwalder Wassertürme, Wasserwerke in Ricklingen und Misburg).
Der massive, rechteckige Baukörper entstand zwischen 1876 und 1878 nach Plänen des Architekten Otto Wilsdorff. Wilsdorff orientierte sich bei der Gestaltung an der Hannoverschen Architekturschule, deutlich sowohl an der Wahl des Backsteins als Baumaterial als auch an den verwandten Formen.
Der Wasserhochbehälter zählt noch immer zu den wichtigsten Wasserversorgungsbauwerken in Norddeutschland und prägt neben der benachbarten Villa Osmers die östliche und südöstliche Ansicht des Lindener Berges, wenn auch seine Fernwirkung durch hohe Bäume eingeschränkt wird.:118–119

## Villa Osmers

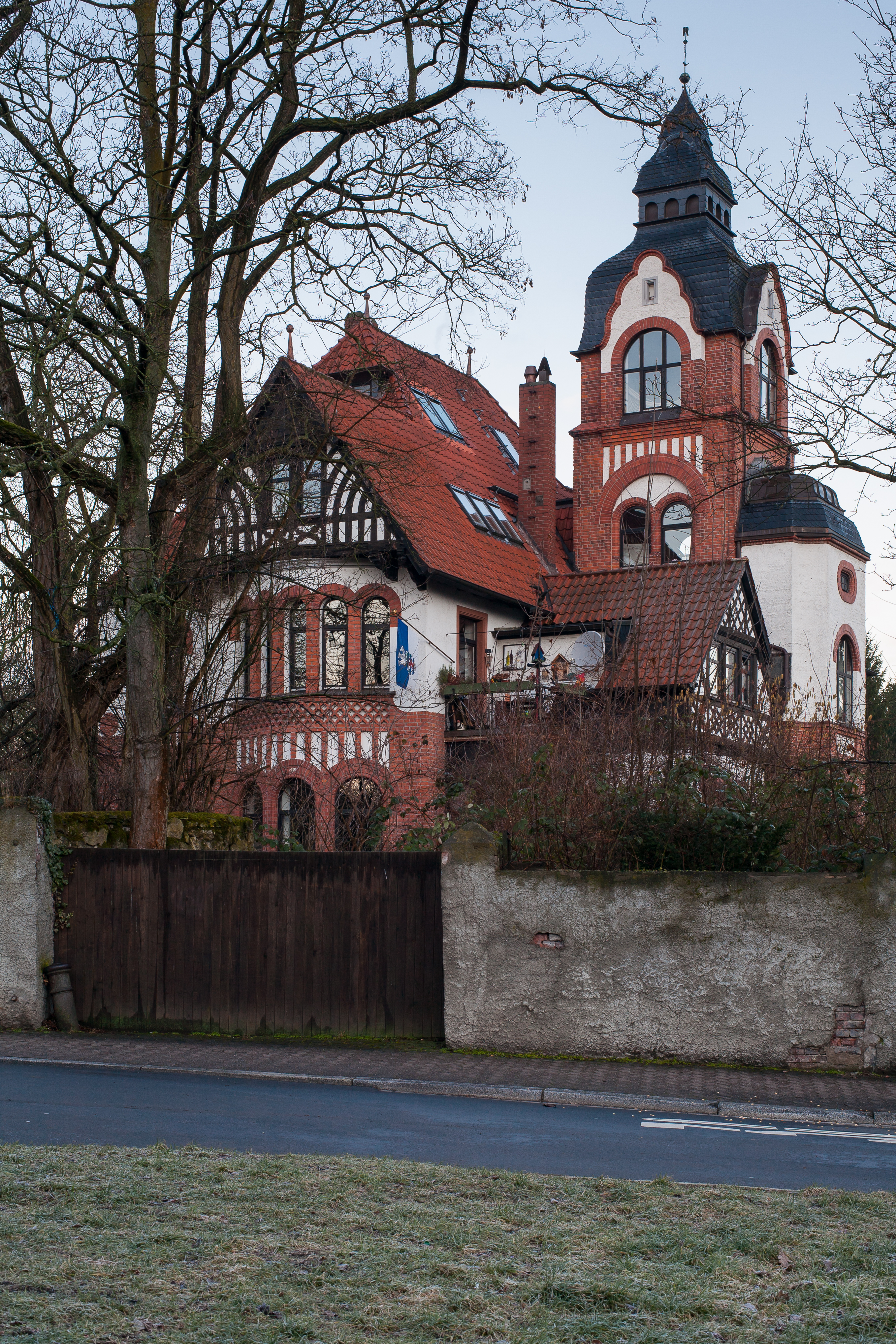
Zahlreiche Schmuckformen an der Villa Osmers

Die Villa Osmers steht nördlich der Straße Am Lindener Berg und kontrastiert in ihrer Erscheinung mit dem gegenüberliegenden Wasserbehälter.:119 Carl Arend entwarf das Haus um 1900 für den Mittelschuldirektor Hinrich Osmers. Die detailreiche Ausarbeitung der Villa stellt in Linden etwas Besonderes dar.:119 An der Fassade wechselt sich Backstein mit verputzten Flächen ab, ebenso gibt es Zierfachwerk und einen Natursteinsockel. Die Dachlandschaft zeigt verschiedene Schmuckformen, bei denen sich Elemente des Jugendstils mit Neuinterpretationen älterer Stile mischen. Kennzeichnend für das Haus ist eine Art Aussichtsturm. Dieser Turm und die asymmetrische Aufteilung des Baukörpers verleihen dem Gebäude eine „märchenhafte“ Erscheinung. In ihrer prominenten Lage am Hang ist die Villa Osmers auch aus größerer Entfernung gut zu erkennen.
Insgesamt entstanden nur wenige Wohnhäuser auf dem Lindener Berg, von denen die meisten erst im 20. Jahrhundert gebaut wurden (östliche Seite der Straße Am Spielfelde und zwischen Am Lindener Berge und Am Steinbruch).:119

## Veranstaltungen
Im März findet wegen der leuchtend blauen Blüte der Scilla (Das blaue Wunder von Linden) auf dem Lindener Bergfriedhof ein Scilla-Fest mit zahlreichen Veranstaltungen, wie Lesungen, Besichtigungen, statt.
Jährlich am 1. Mai wird das Radrennen „Lindener Berg Kriterium“ um den Lindener Berg durchgeführt. Es führt über 80 km (40 Runden mit je 2 km) und findet starkes Publikumsinteresse. Die kurze, aber starke Steigung des Lindener Bergs macht das Rennen so schwer, dass es auch für Profimannschaften der dritten Kategorie (Continental Teams, früher: GS3-Teams) eine Herausforderung ist. In den Jahren 2004 und 2005 gewann Tilo Schüler vom Dessauer RC, der 2006 für das Continental Team Milram fuhr.